# Studio 8H
Lo Studio 8H è uno studio televisivo situato a New York negli Stati Uniti. Lo studio fa parte degli NBC Studios, la sede della rete televisiva NBC, situata al 30 Rockefeller Plaza. È molto noto in quanto ospita la trasmissione dal vivo di Saturday Night Live, che è stata trasmessa dallo studio sin dal suo inizio.

## Costruzione
Lo Studio 8H era stato originariamente costruito per la NBC Symphony Orchestra di Arturo Toscanini nel 1937. Al momento della costruzione lo Studio 8H era il più grande studio radiofonico del mondo, 40,23 X 23,78 metri con un'altezza di tre piani e poteva ospitare un'intera orchestra. Fu convertito per uso televisivo nel 1950, principalmente per la trasmissione in diretta di Kraft Television Theatre.

## Storia
Lo Studio 8H ora è importante principalmente in quanto ospita lo spettacolo comico della NBC Saturday Night Live, trasmesso in diretta dallo Studio 8H. Anche due episodi della sitcom 30 Rock della NBC, Live Show e Live from Studio 6H sono stati trasmessi dal vivo in studio, una deviazione dal consueto formato cinematografico dello show.
Il primo finale di stagione di The Apprentice e lo speciale del 5º anniversario di Late Night with Conan O'Brien hanno entrambi utilizzato lo studio per una notte ciascuno. Allo stesso modo, Later with Bob Costas, Love, Sidney, il 50º anniversario dell'episodio televisivo di Today nel 1990, House Party with Steve Doocy e lo speciale del 5º anniversario di Late Night with David Letterman sono stati trasmessi dallo Studio 8H. Last Call with Carson Daly ha usato lo studio fino al 2005, quando lo show si trasferì allo Studio 9 presso gli NBC Studios di Burbank, in California.
Nel maggio 2002 la NBC ha celebrato il suo 75º anniversario e ha utilizzato l'8H per riprendere la trasmissione in diretta dell'evento. Lorne Michaels (produttore esecutivo del programma di punta dell'8H, Saturday Night Live) fu il produttore esecutivo dell'evento. Lo studio è stato utilizzato anche per le parti dal vivo del finale di stagione di The Celebrity Apprentice, il 27 marzo 2008.
Il programma di notizie Morning Joe del canale MSNBC ha celebrato il suo decimo anniversario con uno spettacolo davanti a un pubblico dal vivo in studio il 19 settembre 2017. Lo studio era stato precedentemente utilizzato per la copertura post-elettorale dello spettacolo il 10 novembre 2016.